# 山村雄一
山村 雄一（やまむら ゆういち、1918年7月27日 - 1990年6月10日）は、臨床免疫学者。
結核を中心とした免疫学・医学研究に貢献した。長男は東海大学医学部教授の山村雅一。孫は吉本新喜劇の信濃岳夫。

## 生涯
大阪府大阪市天王寺区生まれ。
1941年大阪大学医学部卒。海軍軍医学校軍医科69期14班班長を務めた後太平洋戦争中は日本海軍の軍医として転戦。1949年大阪大学医学博士。「結核菌の安息香酸代謝に就て」。1956年に国立刀根山病院内科医長、1957年に九州大学医学部生化学教授、1962年に大阪大学医学部教授、1967年に同大学医学部長、1979年から1985年まで大阪大学総長を務めた。
癌の免疫療法であるBCG-CWSを作る。

## 受賞・栄典
- 1978年：武田医学賞（免疫反応並びにその増強、抑制に関する研究）[3]
- 1978年度：高松宮妃癌研究基金学術賞
- 1979年：内藤記念科学振興賞
- 1985年：日本学士院賞[1]、大阪文化賞[1]
- 1988年：文化功労者[1]
- 1990年：勲一等瑞宝章、正三位[4]